# Potentilla subjuga
Potentilla subjuga es una especie de planta del género Potentilla, perteneciente a la familia Rosaceae.

## Taxonomía
Potentilla subjuga fue descrita por Per Axel Rydberg en 1896.

## Distribución
Se encuentra en el territorio de Alberta, Colorado y Nuevo México.